# Chwila prawdy (teleturniej)
Chwila prawdy – polski teleturniej z elementami reality show oparty na formacie Happy Family Plan (którego pierwowzorem był japoński program pod nazwą しあわせ家族計画 [Shiawase kazoku keikaku]) na licencji TBS, emitowany na antenie TVN w latach 2002–2004. Jego prowadzącym był Zygmunt Chajzer.

## Zasady programu
W każdym odcinku występowały trzy rodziny. Uczestnicy programu mieli siedem dni na opanowanie wyznaczonego zadania (najczęściej zręcznościowego, czasem umysłowego). Za jego prawidłowe wykonanie w czasie nagrania w studiu telewizyjnym otrzymywali nagrody.
Przed nagraniami w studiu prowadzący spotykał się z rodziną i informował ją, jakie zadanie zostało jej przydzielone i kto został do niego wyznaczony. Często poprawny sposób wykonania zadania przedstawiał ekspert. Niektóre z nich były ograniczane limitem czasowym. Po upływie tygodnia rodzina przybywała do studia. Gospodarz programu przeprowadzał z nią rozmowę, po czym prezentowano film z przygotowań nagrany przez członków rodziny. Następnie prowadzący przedstawiał rodzinie nagrody, które mogła zdobyć, a potem przypominał zawodnikom zasady ich konkurencji. Po omówieniu zasad oraz potwierdzeniu przez uczestników gotowości gospodarz wypowiadał słowa To jest twoja chwila prawdy, po czym na znak rozpoczęcia zadania wybrzmiewał gong. W przypadku prawidłowego wykonania zadania cała rodzina otrzymywała wybrane przez siebie nagrody rzeczowe, w tym: główną – samochód oraz inne przedmioty, takie jak np. sprzęt domowy czy zabawki. W razie niepowodzenia rodzina otrzymywała jedynie nagrody pocieszenia.
Od drugiej serii przeprowadzano konkurs SMS-owy, w którym widzowie mogli zgadywać rezultat konkurencji.

## Odcinki specjalne
31 grudnia 2002 roku miała miejsce emisja odcinka, w którym zaprezentowano najciekawsze zadania pierwszej serii. Gościli w nim zwycięzcy minionej edycji.
W czerwcu 2003 wyemitowano specjalne wydanie z udziałem pięciu przegranych rodzin, które otrzymały drugą szansę. W tym odcinku musiały powtórzyć, wcześniej niezaliczone, zadanie.
12 kwietnia 2004 został wyemitowany odcinek specjalny, w którym wystąpili politycy: Lech Kaczyński, Jarosław Kalinowski i Michał Kamiński. Każdy z uczestników mógł wygrać 50 000 zł dla Fundacji TVN, której ostatecznie przekazano 100 000 zł.